# Madame
Madame és una pel·lícula de comèdia dramàtica francesa del 2017 dirigida per Amanda Sthers. La cinta és una sàtira de la divisió de classes al París d'avui. La pel·lícula va començar a rodar-se a París el 20 de juliol de 2016 i la gravació va durar sis setmanes. El 23 de juny de 2021 va estrenar-se el doblatge en català a TV3.

## Sinopsi
L'Anne i en Bob són una parella rica de Nova York que s'instal·la una temporada a París seguint el consell del terapeuta de l'Anne, que li assegura que l'estada a la capital francesa millorarà la seva relació. Un dia, l'Anne organitza un sopar molt elegant amb convidats de diverses nacionalitats. Quan s'adona que hi ha tretze coberts a taula, s'afanya a improvisar una solució i pràcticament obliga la María, la minyona espanyola, a fer-se passar per amiga seva i sopar amb ells. En principi, la María ha d'intentar passar desapercebuda, però tot plegat es complica perquè causa bona impressió entre els assistents i fins i tot hi troba un pretendent.

## Repartiment
- Harvey Keitel com a Bob Fredericks
- Toni Collette com a Anne Fredericks
- Rossy de Palma com a Maria
- Michael Smiley com a David Morgan
- Brendan Patricks com a Toby
- Sonia Rolland com a Marinette
- Stanislas Merhar com a Antoine Bernard
- Sue Cann com a Mandy
- Tom Hughes com a Steven Fredericks
- Joséphine de La Baume com a Fanny
- Ginnie Watson com a Jane Millerton
- Tim Fellingham com a Michael
- Violaine Gillibert com a Hélène Bernard
- Alex Vizorek com a Jacques
- Ariane Seguillon com a Josiane
- Salomé Partouche com a Gabriella